# موريل ستار
موريل ستار هي ممثلة كندية، ولدت في 20 فبراير 1888، وتوفيت في 19 أبريل 1950.

## وصلات خارجية
- موريل ستار على موقع IMDb (الإنجليزية)
- موريل ستار على موقع قاعدة بيانات برودواي على الإنترنت (الإنجليزية)
- موريل ستار على موقع كينوبويسك (الروسية)